# Grab (Bośnia i Hercegowina)
Grab (cyr. Граб) – wieś w Bośni i Hercegowinie, w Republice Serbskiej, w mieście Trebinje. W 2013 roku liczyła 75 mieszkańców.